# لوکا سیگارینی
لوکا سیگارینی (انگلیسی: Luca Cigarini؛ زادهٔ ۲۰ ژوئن ۱۹۸۶) بازیکن فوتبال اهل ایتالیا است.
از باشگاه‌هایی که در آن بازی کرده‌است می‌توان به باشگاه فوتبال پارما، باشگاه فوتبال سمپدوریا، باشگاه فوتبال آتالانتا، باشگاه فوتبال سویا، و باشگاه فوتبال ناپولی اشاره کرد.
وی همچنین در تیم‌های ملی فوتبال زیر ۲۱ سال ایتالیا، و زیر ۲۱ سال ایتالیا، و زیر ۲۱ سال ایتالیا، و زیر ۲۱ سال ایتالیا، و زیر ۲۱ سال ایتالیا، بازی کرده‌است.